# Paolo Antonio Paderna
Paolo Antonio Paderna (Bologne, 1649-1708) est un peintre italien baroque qui a été l'élève du  Guerchin puis de  Carlo Cignani.

## Œuvres
- Orléans, musée des Beaux-Arts: Paysage au soleil levant, Seconde moitié du XVIIe siècle, huile sur toile, 60 x 74 cm[1].

## Sources
1. ↑  Corentin Dury, Musées d'Orléans, Peintures françaises et italiennes, XVe – XVIIe siècles, Orléans, Musée des Beaux-Arts, 2023, n°43

- (en) Cet article est partiellement ou en totalité issu de l’article de Wikipédia en anglais intitulé « Paolo Antonio Paderna » (voir la liste des auteurs).